# A night before Christmas
A night before Christmas is het 27e muziekalbum van Spyro Gyra. Het bleek een studioalbum te worden met bewerkte kerstmuziek/liederen. Het album is opgenomen in de Cove City Sound Studio te Glen Cove, New York, de Harariville Studio (naar geluidstechnicus Rob Harari) in Weehawken (New Jersey), de Eastside Sound Studio te New York en de Twin Pines Studio te Pomona (New York).

## Musici
- Jay Beckenstein – saxofoons
- Tom Schuman – toetsinstrumenten
- Julio Fernandez – gitaar
- Scott Ambush – basgitaar
- Bonny Bonaparte – slagwerk

Met
- Christine Ebersole – zang I won't feel like Christmas
- Janis Siegel – zang Baby, it's cold outside
- Bonny Bonaparte – zang Baby, it's cold outside en The Christmas song
- Dave Samuels - vibrafoon/marimba Carol of the bells en Winter wonderland

## Muziek
| Nr. | Titel                                                             | Duur |
| --- | ----------------------------------------------------------------- | ---- |
| 1.  | O Tannenbaum                                                      | 6:01 |
| 2.  | I won’t feel like Christmas (Beckenstein, Terry Cox)              | 3:46 |
| 3.  | Winter wonderland (Felix Bernard, Richard B. Smith)               | 3:18 |
| 4.  | Christmas time is here (Lee Mendelson, Vince Guaraldi)            | 5:47 |
| 5.  | Baby, it's cold outside (Frank Loesser)                           | 4:42 |
| 6.  | Carol of the bells                                                | 4:36 |
| 7.  | Have yourself a merry little Christmas (Hugh Martin, Ralph Blane) | 4:56 |
| 8.  | The first noel                                                    | 4:36 |
| 9.  | Silent night                                                      | 5:04 |
| 10. | This Christmas (Donna Hathaway, Nadine McKinnor)                  | 5:49 |
| 11. | The Christmas song (Mel Torme, Robert Wells)                      | 4:38 |